# Náš tatíčku, Masaryku
„Náš tatíčku, Masaryku“ je slavnostní vojenský pochod z roku 1920, který složil český písničkář Karel Hašler pro Československou armádu.

## Vznik skladby
Skladatelem i textařem skladby je Karel Hašler, který ji věnoval pro Československou armádu. V roce 1920 poprvé vyšla k příležitosti 3. výročí bitvy U Zborova v nakladatelství Hašlerových písniček se sídlem v paláci Lucerna v Praze. V Československu to bylo jedno z mnoha kulturních děl, který přispěl k takzvanému „tatíčkovskému“ kultu osobnosti prezidenta Tomáša Garrigua Masaryka v období první republiky. Pochod byl poté mimo jiné v repertoáru kapely 35. pěšího pluku.

## Užívání
V roce 2004 vydala skladbu ve šlágrové podobě hudební skupina Patrola Šlapeto v albu sbírky Hašlerových skladeb se zpěvem v podání Viktora Preisse.

## Slova
U Zborova hřměla děla až se chvěla zem,
když tam naše vojska spěla s českým praporem.
Před tatíčkem Masarykem jako lavina
do boje šla pevným šikem Česká družina:
Náš tatíčku, Masaryku, na své děti spoléhej!
Do boje za republiku kdy chceš si je zavolej!
Přijde prapor za praporem, všichni  budou volat sborem:
Náš tatíčku, Masaryku, na své děti spoléhej!
Náš tatíčku Masaryku, láska tvá a vzdor,
posílila u Zborova bojovníků sbor.
Ty jsi naše moc a síla duše národa,
Tebou se nám navrátila naše svoboda.
U silnice ke Zborovu v pustou krajinu,
ze země ční řada hrobů českých hrdinů.
O čem my jsme jenom snili v duchu s Havlíčkem,
u Zborova vydobyli bratři s tatíčkem.
Spěte, bratři, od Zborova klidně v hrobě svém,
co jste pro nás vydobyli chránit dovedem‘.
Od Šumavy až po Tatry, s Labe k Dunaji,
uslyšíte svoje bratry, kteří volají,
uslyšíte svoje bratry, kteří volají:
Náš tatíčku, Masaryku, na své děti spoléhej!
Do boje za republiku kdy chceš si je zavolej!
Přijde prapor za praporem, všichni  budou volat sborem:
Náš tatíčku, Masaryku, na své děti spoléhej!